# Lättönen
Lättönen är en ö i Finland. Den ligger i sjön Roine och i kommunen Pälkäne i den ekonomiska regionen Tammerfors och landskapet Birkaland, i den södra delen av landet, 140 km norr om huvudstaden Helsingfors. Öns area är 2,3 hektar och dess största längd är 300 meter i nord-sydlig riktning.